# Einsteinring
Bei einem Einsteinring (nach Orest Danilowitsch Chwolson auch Chwolsonring) handelt es sich um eine ringförmige Abbildung der elektromagnetischen Strahlung eines weit entfernten Objekts, die durch die Gravitationswirkung eines davor stehenden massereichen Objekts zustande kommt. Das nahe Objekt wirkt dabei als Gravitationslinse. Dieses Phänomen wurde von Albert Einstein in seiner Allgemeinen Relativitätstheorie vorausgesagt und seitdem durch zahlreiche Beobachtungen bestätigt.
Als Gravitationslinsen kommen etwa massereiche Sterne, Galaxien, Galaxienhaufen oder Schwarze Löcher in Frage.
Eine Gravitationslinse krümmt die vom entfernten Objekt ausgehenden Lichtstrahlen so, dass der Beobachter es mehrfach „neben“ der Linse stehen sieht. Ein Einsteinring entsteht dann, wenn Beobachter, Linse und fernes Objekt präzise auf einer Geraden liegen. Das ferne Objekt wird in Ringsegmenten abgebildet, unter idealen Bedingungen sogar als vollständiger Ring. Diese idealen Bedingungen setzen ein symmetrisches Schwerefeld der Linse voraus.

## Theorie

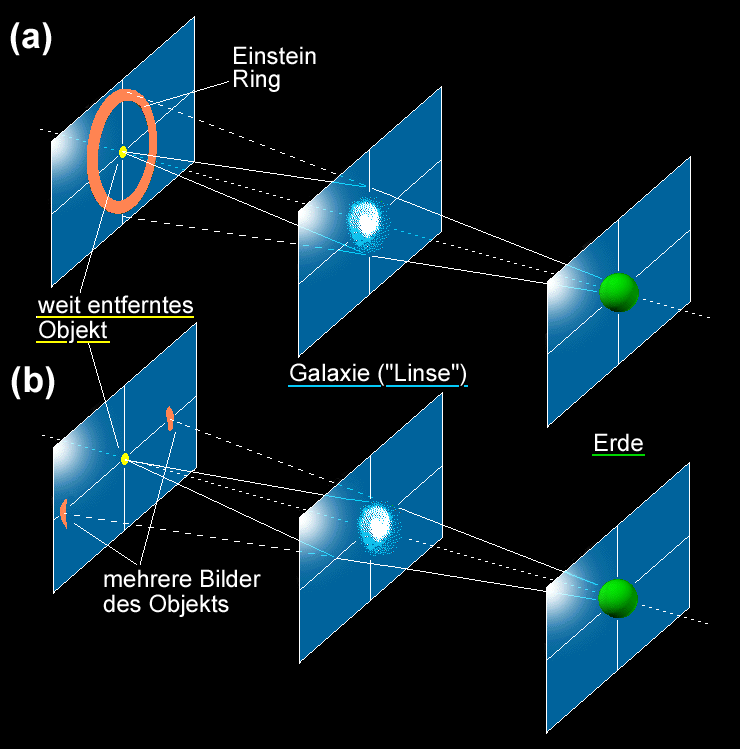
Entstehung eines kompletten Einstein-Rings (a) und zweier verzerrter Bilder (b) eines entfernten Objekts durch eine als Gravitationslinse wirkende Vordergrundgalaxie. Das einem Beobachter auf der Erde erscheinende Bild ist orange eingezeichnet.

Es seien
{\displaystyle G} die Gravitationskonstante,
{\displaystyle M} die Masse des als Linse wirkenden Objekts,
{\displaystyle c} die Lichtgeschwindigkeit,
{\displaystyle d_{LS}} die Entfernung zwischen Linse und abgebildetem Objekt,
{\displaystyle d_{L}} die Entfernung vom Beobachter zum als Linse wirkenden Objekt,
{\displaystyle d_{S}=d_{L}+d_{LS}} die Gesamt-Entfernung vom Beobachter zum abgebildeten Objekt,
{\displaystyle r} der Einsteinradius in Metern.
Der Radius {\displaystyle r} eines Einsteinrings wird Einsteinradius genannt. Er lässt sich nach Einsteins Relativitätstheorie wie folgt berechnen:
{\displaystyle {\frac {r}{d_{L}}}+{\frac {r}{d_{LS}}}={\frac {4GM}{c^{2}}}{\frac {1}{r}}}
Umgeformt nach {\displaystyle r} ergibt sich
{\displaystyle r={\sqrt {{\frac {4GM}{c^{2}}}\;{\frac {d_{LS}\cdot d_{L}}{d_{S}}}}}}.
Falls {\displaystyle r} viel kleiner als {\displaystyle d_{L}} ist, ist der Einsteinwinkel {\displaystyle \theta _{E}\approx \arctan(\theta _{E})={\frac {r}{d_{L}}}} und es gilt (Winkel im Bogenmaß) 
{\displaystyle \theta _{E}\approx {\sqrt {{\frac {4GM}{c^{2}}}\;{\frac {d_{LS}}{d_{L}\cdot d_{S}}}}}}.
Stehen Linse und abgebildetes Objekt nicht auf einer Linie, sodass statt eines Einsteinrings mehrere Einzelbilder entstehen, dann sind die Abstände zwischen diesen Bildern von der Größenordnung des Einsteinradius. Der Einsteinradius gibt also auch in diesem häufigeren Fall eine Vorstellung von der Ausdehnung des durch die Gravitationslinse erzeugten Effekts.
Für tatsächlich beobachtete Beispiele des Gravitationslinseneffekts ist die ungefähre Größe des Einsteinradius:
| Gravitationslinse        | abgebildetes Objekt             | Einstein-Radius                                       |
| ------------------------ | ------------------------------- | ----------------------------------------------------- |
| Galaxienhaufen           | ferne Galaxie                   | einige Zehn Bogensekunden                             |
| Galaxie                  | ferne Galaxie                   | einige Zehntel Bogensekunden bis wenige Bogensekunden |
| Stern in der Milchstraße | ferner Stern in der Milchstraße | etwa 0,001 Bogensekunden, siehe Mikrolinseneffekt     |

## Beobachtungen
Von der Erde aus sind nur wenige Einstein-Ringe zu sehen, weil die Quelle der Strahlung genau hinter der Gravitationslinse stehen muss. Bei den bisher beobachteten Einstein-Ringen liegen die Vordergrundgalaxien in Entfernungen von einigen Milliarden Lichtjahren. Der scheinbare Durchmesser der Einsteinringe liegt zwischen 0,3″ und 2″.
Der erste Einstein-Ring (MG 1131+0456) mit einem Durchmesser von 1,75″ wurde 1987 mit dem VLA aufgenommen (Publikation 1988). Bis 2008 wurden mehr als 70 Einsteinringe gefunden. Viele wurden bei Himmelsdurchmusterungen entdeckt, von denen einige mit dem Hubble-Weltraumteleskop näher untersucht wurden:

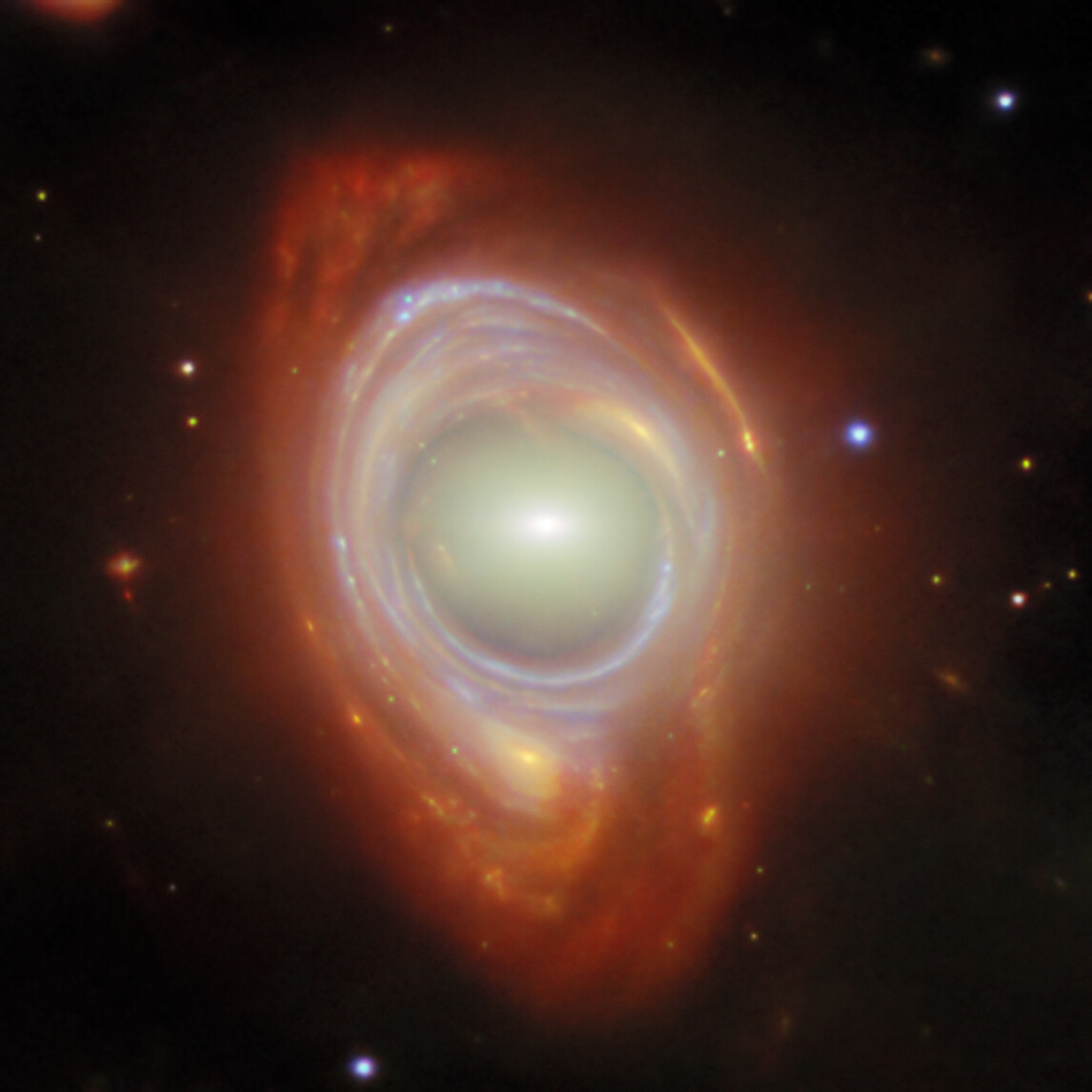
Eine Spiralgalaxie durch eine elliptische Galaxie im Vordergrund zu einem Einsteinring verzerrt
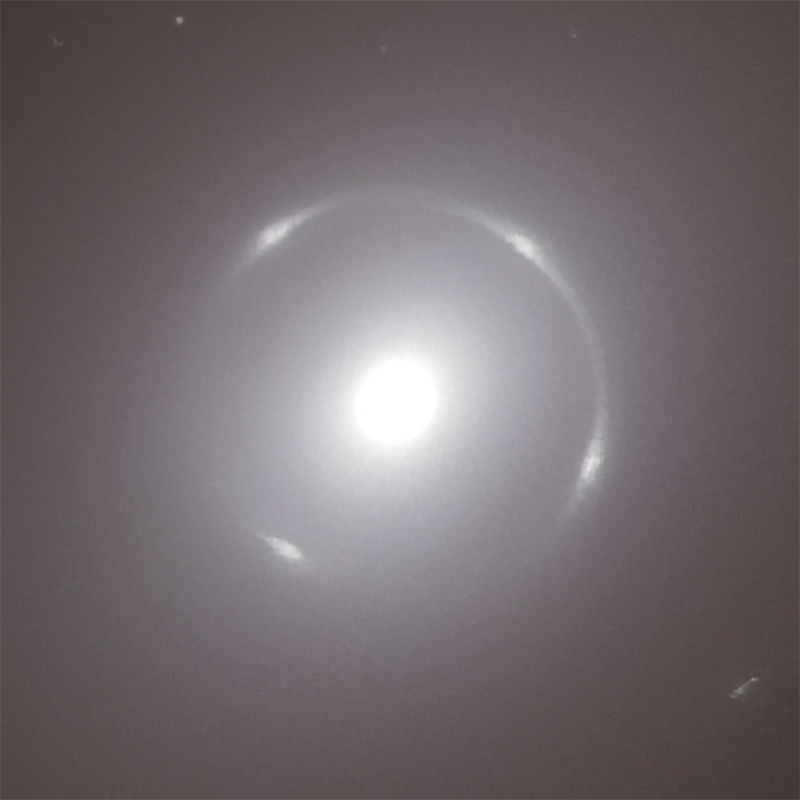
Einsteinring um die vergleichsweise nahe gelegene, rund 600 Millionen Lichtjahre entfernte Galaxie NGC 6505
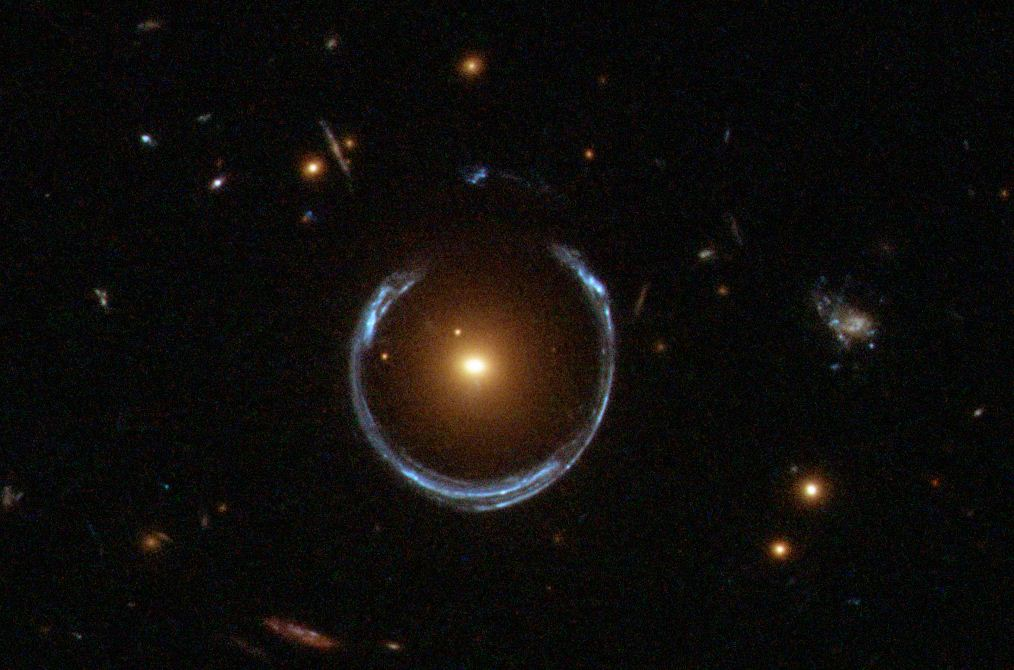
Einsteinring um die Galaxie LRG 3-757
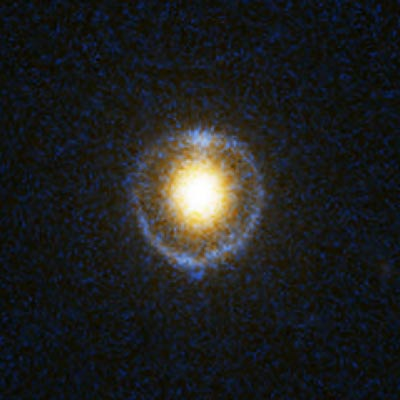
SDSS J162746.44 005357.5, Durchmesser 2,08 ± 0,08"
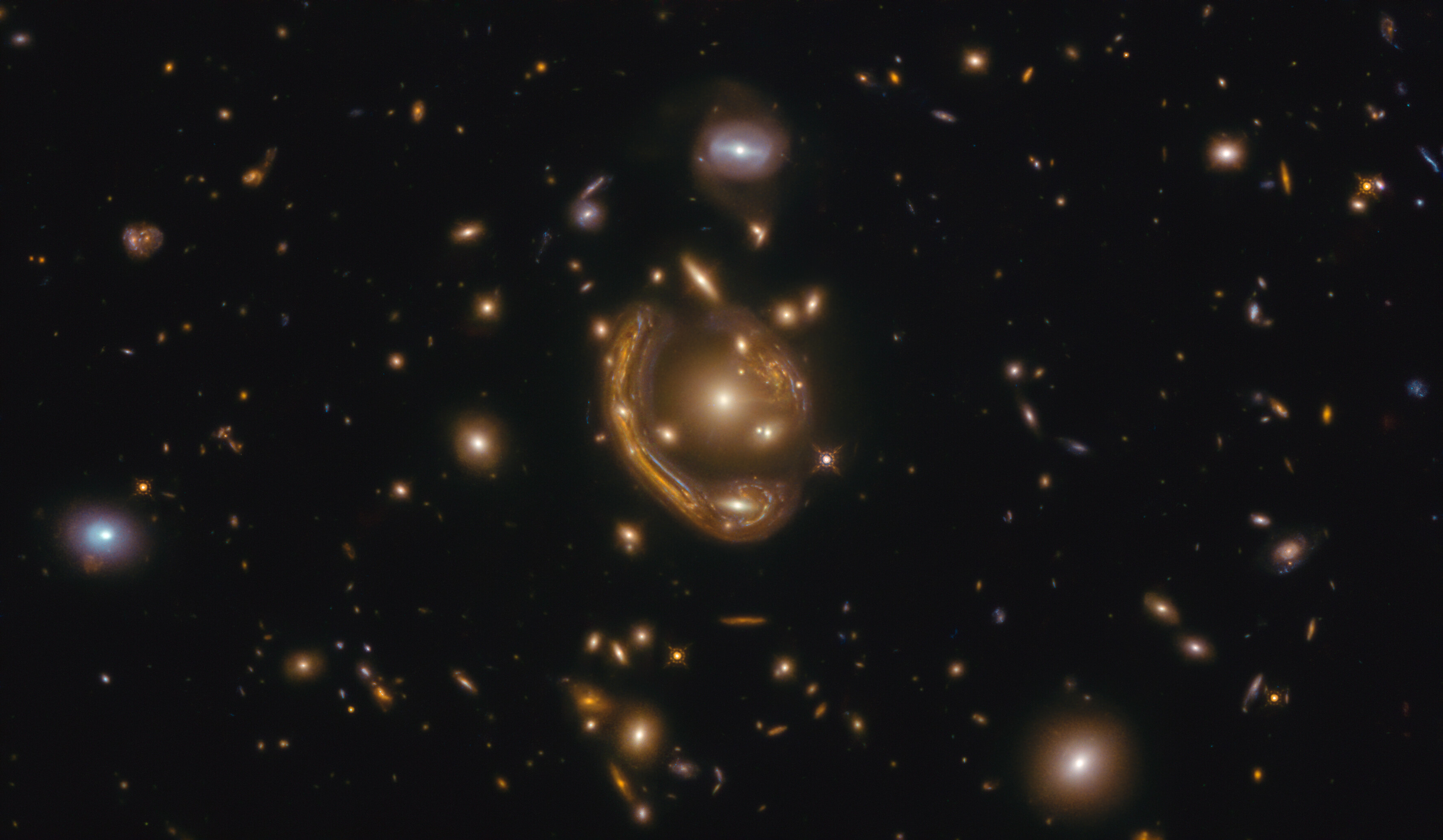
Einer der größten Einsteinringe, um einen Galaxienhaufen im Sternbild Fornax

Ein doppelter Einsteinring wurde im Jahr 2008 entdeckt.
Ein solcher doppelter Einsteinring entsteht, wenn zum gleichen Zeitpunkt zwei Galaxien in unterschiedlicher Entfernung hinter der Linsengalaxie stehen. Die Wahrscheinlichkeit einer solchen Konstellation liegt bei etwa eins zu zehntausend. In diesem Fall handelte es sich um drei Galaxien im Abstand von drei, sechs und elf Milliarden Lichtjahren. Die Geometrie der aufgenommenen Objekte erlaubt Rückschlüsse auf die Schwerkraft und damit die Masse der ablenkenden (mittleren) Galaxie, die zu einer Milliarde Sonnenmassen bestimmt werden konnte:

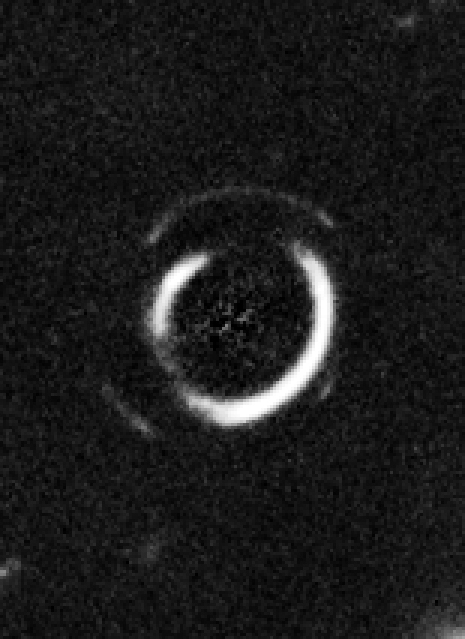
Doppelter Einsteinring SDSS J0946 1006

### Weitere Beispiele
- B1938+666: Wurde 1992 von Patnaik et al. als Gravitationslinsen-System entdeckt. Später wurde mit dem „Merlin“ (Multi-Element Radio Linked Interferometer), einem Verbund aus Radioteleskopen in Großbritannien und dem Hubble-Weltraumteleskop, ein Einsteinring bei dieser Linse entdeckt (King et al., 1997 / 1998).
- SDSS J143001.30+410440.6
- 2018 wurde an der nahen Galaxie ESO 325-G004 ein Einsteinring vermessen. Indem die Masse dieser Galaxie bestimmt wurde, konnte Einsteins Relativitätstheorie mit einer Genauigkeit von 9 % bestätigt werden. Eingesetzt wurde die Europäische Südsternwarte (ESO) und das Hubble-Teleskop.[3][4]
- Einen der größten bekannten Einsteinringe bildet die Galaxie MACS J7017.5+3745.[5]
- 2025 konnte mit dem Weltraumteleskop Euclid um die Galaxie NGC 6505 ein vollständiger Einsteinring einer bis dahin unbekannten Galaxie dargestellt werden.[6]